# Sideritis nutans
Sideritis nutans là một loài thực vật có hoa trong họ Hoa môi. Loài này được Svent. miêu tả khoa học đầu tiên năm 1960.